# Іссумбосі (казка)

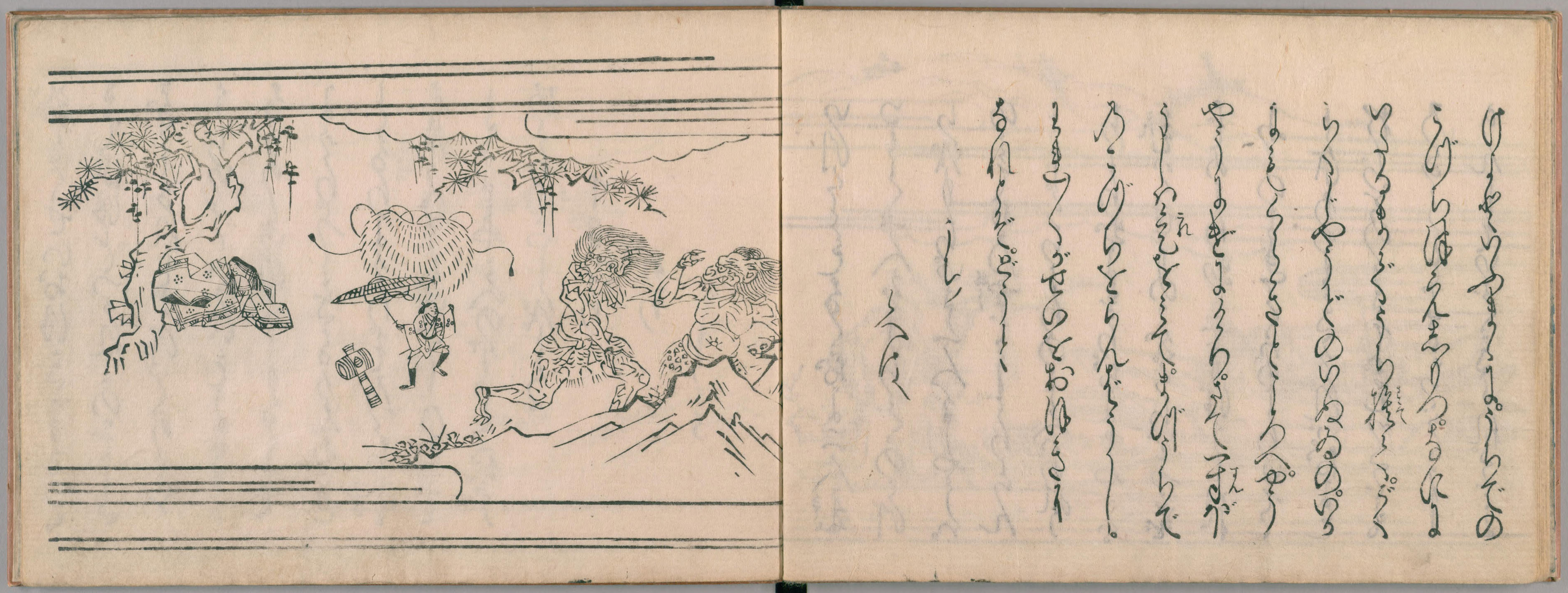
Іссумбосі з Отоґі-дзосі

Іссумбосі (яп. 一寸法師, Іссумбо:сі) — японська казка, головний герой якої близький до європейського Хлопчика-мізинчика. Ця історія міститься в давньояпонській ілюстрованій книзі Отоґі-дзосі.

## Сюжет
Історія починається зі старої й забезпеченої, але бездітної пари, яка пристрасно бажає мати дитину. Чоловік і дружина старанно молять божество Сумійосі, щоб послало їм хоч яке-небудь дитя, хай навіть величиною з палець. Згодом у них народжується крихітний син, якого вони назвали Іссумбосі. Одного разу хлопчик зрозумів, що ніколи не буде рости. Коли йому виповнилося 16 років, він вирушив зі свого рідного села Наніва в тодішню столицю Японії, Кіото, щоб знайти своє місце в світі.
Уявивши себе мініатюрним самураєм, Іссумбосі зробив зі швейної голки меч, із соломинки — піхви, супову тарілку пристосував під човен, а з паличок для їжі витесав весла. Попрощавшись із батьками, він поплив угору річкою Едоґава, ховаючись від негоди під мостом або серед прибережних каменів. Прибувши до столиці, Іссумбосі в пошуках роботи зайшов у будинок багатого даймьо Сандзьо — першого міністра, до якого вступив на службу.
Скоро його кмітливість у виконанні доручень належно оцінили, і його полюбив весь будинок. Особливо ніжні почуття до Іссумбосі відчувала 13-річна дочка даймьо, Ханако, яка і йому дуже подобалася, але, зі страху бути осміяним і вигнаним, той вважав за краще мовчати про свої почуття. Ханако ж завжди брала Іссумбосі з собою. Одного разу вона, в супроводі Іссумбосі, вирушила до храму Кійомідзу, щоб поклонитися богині милосердя.
На зворотному шляху на дівчину раптово напали демони-оні. Іссумбосі хоробро кинувся на них, але ті підняли його на сміх і кілька разів намагалися проковтнути. Уколюючи їх ізсередини своїм мечем, зробленим з голки, Іссумбосі переміг усіх демонів. Після втечі демонів він виявив кинутий ними чарівний молоточок (яп. 打ち出の小槌, утіде но кодзусі), який міг виконати будь-яке бажання, якщо три рази вдарити об землю.
Як нагороду за його хоробрість, Ханако запропонувала Іссумбосі самому скористатися владою молоточка. Після першого удару Іссумбосі виріс на сяку (близько 30 см), після другого — ще на 3 сяку (близько 91 см), а після третього виріс остаточно і став гарним юнаком. Коли чутка про цю подію досягла імператора, то правитель надав Іссумбосі чин воєначальника і багаті дари, а Ханако стала його дружиною. У будинок до Іссумбосі переселилися батько й мати, і зажили всі вони дружно й щасливо.

## Іссумбосі в масовій культурі
- GoGo Sentai Boukenger[en], японський телесеріал, який має епізод «Завдання 21: молоточок Утіде».
- Іссумбосі став основою для одного з трьох серіалів OVA, заснованих на ігровій серії Маріо (1989 рік).
- Казка про Іссумбосі лягла в основу сюжету японської відеогри Touhou 14: Double Dealing Character.
- З'являється в 11 епізоді аніме-серіалу Холоднокровний Ходзукі[ru].